# Corte Superior de Justicia de Moquegua
La Corte Superior de Justicia de Moquegua es el tribunal de apelación cuya sede es la ciudad de Moquegua, capital del departamento homónimo y cuya competencia se extiende a todo el Distrito Judicial de Moquegua. Fue creada el 17 de diciembre de 1965 durante el primer gobierno de Fernando Belaúnde. Está compuesta por un total de 3 salas superiores que conocen en segunda instancia las sentencias expedidas por los juzgados especializados del distrito judicial.

## Historia
La historia de la Corte Superior de Justicia de Moquegua da inicio el 17 de septiembre de 1856, cuando se creó la primera Corte Superior de Justicia para el departamento de Moquegua que, en el siglo XIX incluía los territorios de los actuales departamentos de Moquegua y Tacna así como del antiguo departamento de Tarapacá. Esa corte, cuya sede fue establecida en la ciudad de Tacna, es la predecesora de la moderna Corte Superior de Justicia de Tacna. Tras la Guerra del Pacífico, la corte tacneña fue disuelta en 1930 por el gobierno de Luis Miguel Sánchez Cerro, pero fue restituida al año siguiente tras movilización del pueblo tacneño. Esta corte mantenía su jurisdicción sobre el territorio de los departamentos de Tacna y Moquegua. El 17 de diciembre de 1965 mediante Ley N° 15805 durante el primer gobierno de Fernando Belaúnde se dispuso la creación de la Corte Superior de Justicia de Moquegua pero dicha ley no se ejecutó hasta el 15 de abril del año 2004, durante el gobierno de Alejandro Toledo.

## Competencia territorial
Según la organización territorial inicial, las Cortes Superiores tenían competencia territorial en el departamento de su sede, el mismo que se correspondía con un determinado Distrito Judicial. Sin embargo, esta división fue modificándose paulatinamente por razones de cercanía comunicativa. En la actualidad la Corte Superior de Justicia de Moquegua es la confirmación de esa regla al tener competencia territorial sobre todo el territorio del departamento de Moquegua

## Composición
La Corte Superior de Justicia de Moquegua está conformada por 3 salas superiores:
- 1 Sala Mixta con sede en Moquegua
- 1 Sala Penal con sede en Moquegua
- 1 Sala Mixta con sede en Ilo

Cada Sala está conformada por tres jueces superiores que, en el Perú, reciben la denominación de "vocales superiores". La reunión de todos los vocales superiores constituyen la "Sala Plena" que es el máximo órgano deliberativo de la Corte Superior.

## Presidente de la Corte Superior
De conformidad con los artículos 38 y 45 de la Ley Orgánica del Poder Judicial, los vocales eligen un Presidente de la Corte Superior. En el caso de Moquegua, la elección se realiza el primer jueves del mes de diciembre cada dos años mediante votación secreta de los vocales superiores titulares.
El actual Presidente de la Corte Superior es el doctor Percy Pascual Ruiz Navarro.